# 全国空手道選手権大会
全国空手道選手権大会（ぜんこくからてどうせんしゅけんたいかい、All Japan Karate Championships）は、(公社)日本空手協会が主催し、原則として毎年6月に開催されている空手道の日本一を決める大会である。正式名称は内閣総理大臣杯全国空手道選手権大会。
2007年に開催された第50回大会より、一般男女組手優勝者に「内閣総理大臣杯」が贈呈される。

## 種目
- 個人戦組手（高校生男子・高校生女子・一般男子・一般女子）
- 個人戦形 （高校生男子・高校生女子・一般男子・一般女子）
- 団体戦組手（高校生男子・女子・大学・一般・都道府県）
- 団体戦形 （高校生男子・女子・大学・一般・都道府県）